# Асайита
Айсаи́та (амх. አሳይታ — Asayəta) — город на северо-востоке Эфиопии, в административном районе Афар. До 2007 года был столицей Афара, которая впоследствии была перенесена в город Семера.

## География
Расположен в ворэде Афамбо на высоте 378 м над уровнем моря, в плодородной долине реки Аваш. Центр крупного сельскохозяйственного района (выращивание хлопка).
Город расположен в 50 км к югу от шоссе, соединяющего города Аваш и Асэб, и связан с ним грунтовой дорогой. К юго-востоку от Асайиты расположено болото Сарикаль-Рэгрэг, в районе которого находятся примерно 20 озёр. Крупнейшие из них: Гемери, Адобед, Аффамбо и бессточное солёное озеро Аббе, в которое впадает река Аваш. Озёра известны популяциями фламинго.

## История
С 1577 года Асайита был столицей султаната Аусса, или иначе Султаната Афар, который сохранял некоторую независимость до 1943 года, когда был оккупирован эфиопской армией за поддержку действий Италии. В 1964 году в город была проведена телефонная линия от Комбольчи.

## Население
По данным Центрального статистического агентства Эфиопии на 2005 год население города составляет 22 718 человек, из них 12 722 мужчины и 9996 женщин. По данным прошлой переписи 1994 года население насчитывало 15 475 человек.